# Martin Reiner
Martin Reiner (Brno, 1 de agosto de 1964) es un poeta, novelista y editor checo.
Entre 1975 y 2006 fue conocido como Martin Pluháček por el apellido de su padre adoptivo.

## Biografía
Martin Reiner estudió en un colegio militar, si bien evitó el servicio militar en la Checoslovaquia socialista a cambio de pasar un tiempo en la cárcel.
Tras la revolución de terciopelo en 1989 fue jefe de la editorial Petrov, la cual adquirió más tarde.
Como editor ha publicado a escritores checos contemporáneos esenciales como Irena Dousková, Antonín Bajaja, Jiří Kratochvil, Michal Viewegh y Michal Ajvaz. En 2006 fundó una pequeña editorial llamada Druhé město.
Actualmente reside en Brno (Moravia), su ciudad natal.

## Obra
El debut literario de Martin Reiner tuvo lugar con la colección de poemas Relata refero (1991), a la que siguió Poslední rok (1995).
Posteriormente recibió excelentes críticas por su colección Decimy (1996), que el autor revisó y reeditó dos años más tarde junto con la citada Poslední rok.
En 1998 elaboró una nueva colección, Tani chůze, así como Lázně, novela lírica acerca de un estado de ánimo.
Después de Staré a jiné časy (2002) —donde Reiner alterna textos escritos en verso libre o prosa con pequeñas impresiones poéticas—, el autor escribió diversas obras en poesía. Así, la colección Pohled z kavárny v Bath (2007) incluye collages del poeta Ivan Wernisch —complemento también utilizado en Staré a jiné časy—, mientras que Hubená stehna Twiggy (2010) recopila poemas publicados a partir de 2002.
La obra más conocida de Martin Reiner es una larga novela biográfica sobre el poeta Ivan Blatný publicada bajo el título de Básník (2014).
El texto no es sólo un informe sobre el trágico destino de Blatný —uno de los poetas checos con más talento del siglo XX que deambuló por distintos hospitales psiquiátricos—, su necesidad de crear y su deseo de libertad, sino también un fresco de la cultura checa desde el final de la Primera Guerra Mundial hasta 1948.
La obra, además de ser recibida de forma entusiasta por la crítica, fue galardonada con los premios Josef Škvorecký (2014) y Magnesia Litera (2015). Ondřej Nezbeda señala que «muchas personas probablemente dudan de que sea de hecho una novela y lo ven más como una monografía o un documento literario en el estilo del nuevo periodismo desarrollado por Truman Capote y Norman Mailer. En cualquier caso, es [un texto] innovador y absorbente».

## Obras

### Biografía
- Básník. Román o Ivanu Blatném (2014)

### Poesía
- Relata refero (1991)
- Poslední rok (1995)
- Decimy (1996)
- Tání chůze (1998)
- Staré a jiné časy (2002)
- Pohled z kavárny v Bath (2007)
- Hubená stehna Twiggy (2010)

### Novela
- Lázně (1998)
- Lucka, Maceška a já (2009)
- Tři tatínci a maminka (2010)